# Изложба корисника Фонда младих 1986—1987 (1988)
Изложба корисника Фонда младих 1986—1987. се одржала у периоду од 1. до 15. фебруара 1988. године у галеријама УЛУС и „Борба” у Београду.

## Управни одбор
Управни одбор Фонда младих 1986—1987. су чинили:
- Љиљана Ћинкул, председник
- Љиљана Стојановић, секретар
- Ратко Вулановић
- Радомир Кундачина
- Раша Тодосијевић
- Милорад Вукановић
- Живорад Раденковић
- Весна Свобода
- Драгица Думановић Радуновић
- Слободан Роксандић

## Излагачи
- Нинослава Видовић
- Душица Жарковић
- Милица Жарковић
- Марија Илић
- Милица Лукић
- Олга Никач
- Гордан Николић
- Гордана Петровић
- Зоран Белић
- Ненад Брачић
- Душан Јуначков
- Весна Кнежевић
- Мирослав Станојловић
- Оливера Стојадиновић
- Марија Стошић
- Никола Џепина
- Нада Алавања
- Мирослав Ђорђевић
- Зоран Јездимировић
- Драгослав Крнајски
- Драган Милосављевић
- Гордана Олујић
- Никола Пилиповић
- Богданка Чабак
- Драгана Станаћев
- Биљана Црнчанин
- Миомир Грујић Флека
- Милена Јовановић
- Милан Тепавац
- Растко Ћирић
- Едвина Романовић Худечкова
- Љубица Станимировић